# Campionati mondiali di ginnastica ritmica 2023
I XL Campionati mondiali di ginnastica ritmica si sono svolti a Valencia, in Spagna dal 23 al 27 agosto 2023. Sono stati un evento molto importante, in quanto qualificante alle Olimpiadi del 2024 a Parigi in Francia. Fino ad allora solo tre ginnaste avevano già conquistato un pass non nominativo per la loro nazione ai mondiali di Sofia 2022: Sofia Raffaeli, Stiliana Nikolova e Darja Varfolomeev.

## Programma
- Mercoledì 23 agosto
  - Tutto il giorno: qualificazione individuale - cerchio e palla
  - Cerimonia di apertura
  - Sera: Finale individuale di cerchio e palla
- Giovedì 24 agosto
  - Tutto il giorno: qualificazione individuale - clavette e nastro
  - Sera: Finale individuale di clavette e nastro
- Venerdì 25 agosto
  - Tutto il giorno: finale all-around gruppi
- Sabato 26 agosto
  - Tutto il giorno: finale all-around individuale

Domenica 27 agosto
- - Finale gruppi 5 cerchi & 3 Nastri + 2 Palle
  - Cerimonia di chiusura

## Risultati
| Evento             | Oro | Punti   | Argento | Punti   | Bronzo | Punti   |
| Team               | |         | |         | |         |
| Team All-Around    | Bulgaria Individualiste Eva Brezalieva Boryana Kaleyn Stiliana Nikolova Squadra Sofia Ivanova Kamelia Petrova Rachel Stoyanov Radina Tomova Zhenina Trashlieva | 330.150 | Germania Individualiste Margarita Kolosov Darja Varfolomeev Squadra Anja Kosan Daniella Kromm Alina Oganesyan Hannah Vester Emilia Wickert | 326.350 | Italia Individualiste Milena Baldassarri Sofia Raffaeli Squadra Martina Centofanti Agnese Duranti Alessia Maurelli Daniela Mogurean Laura Paris Alessia Russo | 323.850 |
| Finali Individuali | |         | |         | |         |
| All-Around         | Darja Varfolomeev | 137.450 | Sofia Raffaeli | 135.700 | Daria Atamanov | 131.400 |
| Cerchio            | Darja Varfolomeev | 35.750  | Sofia Raffaeli | 35.250  | Fanni Pigniczki | 34.050  |
| Palla              | Darja Varfolomeev | 35.800  | Sofia Raffaeli | 35.200  | Stiliana Nikolova | 35.150  |
| Clavette           | Darja Varfolomeev | 34.350  | Boryana Kaleyn | 33.550  | Viktoriia Onopriienko | 33.550  |
| Nastro             | Darja Varfolomeev | 33.350  | Boryana Kaleyn | 31.850  | Ekaterina Vedeneeva | 31.100  |
| Finali di Squadra  | |         | |         | |         |
| All-Around         | Israele Shani Bakanov Eliza Banchuk Adar Friedmann Romi Paritzki Ofir Shaham Diana Svertsov                                                                    | 70.800  | Cina Ding Xinyi Guo Qiqi Hao Ting Huang Zhangjiayang Pu Yanzhu Wang Lanjing                                                                | 70.050  | Spagna Ana Arnau Inés Bergua Mireia Martínez Patricia Pérez Salma Solaun                                                                                      | 68.600  |
| 5 Cerchi           | Cina Ding Xinyi Guo Qiqi Hao Ting Huang Zhangjiayang Pu Yanzhu Wang Lanjing                                                                                    | 36.550  | Spagna Ana Arnau Inés Bergua Mireia Martínez Patricia Pérez Salma Solaun                                                                   | 36.100  | Italia Martina Centofanti Agnese Duranti Alessia Maurelli Daniela Mogurean Laura Paris Alessia Russo                                                          | 35.850  |
| 3 Nastri e 2 Palle | Israele Shani Bakanov Eliza Banchuk Adar Friedmann Romi Paritzki Ofir Shaham Diana Svertsov                                                                    | 34.800  | Cina Ding Xinyi Guo Qiqi Hao Ting Huang Zhangjiayang Pu Yanzhu Wang Lanjing                                                                | 32.800  | Ucraina Yelyzaveta Azza Diana Baieva Daryna Duda Alina Melnyk Mariia Vysochanska Oleksandra Yushchak                                                          | 32.300  |

## Medagliere
| Pos.   | Nazione  | Oro | Argento | Bronzo | Totale |
| ------ | -------- | --- | ------- | ------ | ------ |
| 1      | Germania | 5   | 1       | 0      | 6      |
| 2      | Israele  | 2   | 0       | 1      | 3      |
| 3      | Bulgaria | 1   | 2       | 1      | 4      |
| 4      | Cina     | 1   | 2       | 0      | 3      |
| 5      | Italia   | 0   | 3       | 2      | 5      |
| 6      | Spagna   | 0   | 1       | 1      | 2      |
| 7      | Ucraina  | 0   | 0       | 2      | 2      |
| 8      | Ungheria | 0   | 0       | 1      | 1      |
| 8      | Slovenia | 0   | 0       | 1      | 1      |
| Totale | Totale   | 9   | 9       | 9      | 27     |

## Nazioni Partecipanti
| Partecipanti              | Nazioni |
| ------------------------- | --- |
| Gruppo + 3 Individualiste | Azerbaigian Bulgaria Ungheria Ucraina Stati Uniti |
| Gruppo + 2 Individualiste | Brasile Cina Spagna Francia Germania Grecia Israele Italia Giappone Kazakistan Uzbekistan |
| Gruppo + 1 Individualista | Australia Rep. Ceca Estonia Finlandia Georgia Messico Polonia |
| Gruppo                    | Turchia |
| 3 Individualiste          | Canada Egitto Filippine Slovenia |
| 2 Individualiste          | Nuova Zelanda Romania |
| 1 Individualiste          | Andorra Angola Argentina Austria Belgio Bosnia ed Erzegovina Colombia Croazia Cipro Regno Unito Indonesia Kirghizistan Corea del Sud Lettonia Laos Lituania Lussemburgo Malaysia Moldavia Mongolia Montenegro Norvegia Portogallo Sudafrica Singapore San Marino Serbia Sri Lanka Svizzera Slovacchia Svezia Taipei cinese |